# 塞諾伊人
塞諾伊人，是一群被歸為半島原住民的馬來西亞族群。他們是人數最多的半島原住民，廣泛分佈在半島。他們的語言屬南亞語系分支，主要生計是農業，以狩獵，釣魚，採集，加工和銷售森林產品為補充。

## 人口
塞諾伊人多數生活在馬來半島中部，分為6個不同群體：閃邁人，Temiar，Mah Meri，Jah Hut，Semaq Beri，人口約60000人。

## 歷史
他們的祖先約在4500年前由泰國南部遷入馬來半島。 
在馬來亞緊急狀態期間，一支由塞諾伊人組成的部隊已成立，現在成為马来西亚皇家警察內的一支特種部隊。

## 清醒夢
塞諾伊人中的Temiar部落人據稱有控制夢境的能力，但未得到證實。